# ヨウ化物
ヨウ化物 (英: iodide) イオンは、-1の電荷を帯びたヨウ素原子である。酸化数が-1のヨウ素の化合物はヨウ化物と呼ぶ。これにはヨウ化セシウムのようなイオン化合物、四ヨウ化炭素のような共有結合化合物が含まれ、これら化合物の命名は塩化物や臭化物と同じように行われる。ヨウ化物の試薬は、水溶性化合物に少量滴下して酸性としたり、炭酸イオンを除いたりするのに使われ、また、硝酸鉛(II)に加えると明るい黄色のヨウ化鉛(II)の沈殿が得られる。ほとんどのイオン性ヨウ化物は、黄色のヨウ化銀と黄色のヨウ化鉛の例外を除いて水に溶ける。ヨウ素はヨウ化物水溶液によく溶け、茶色の三ヨウ化物イオンを形成する。
I-(aq) + I2(s) {\displaystyle \rightleftharpoons } I3-(aq)

## 主なヨウ化物
主なヨウ化物には以下のものがある。
- ヨウ化水素、HI
- ヨウ化ナトリウム、NaI
- ヨウ化カリウム、KI
- 四ヨウ化炭素、CI4
- ヨウ化銀、AgI
- 三ヨウ化窒素、NI3

## 酸化防止剤としてのヨウ化物
ヨウ化物には酸化防止剤としての役割があり、過酸化水素のような活性酸素種 (ROS) を還元させることができる。シアノバクテリアは最も原始的な酸素発生型光合成生物であり、真核藻類の祖先である。大量のヨウ素（乾燥重量の1 - 3 %）を含む藻類とペルオキシダーゼによって、細胞は大気に有毒の酸素を作り出した。従って藻類の細胞は自らの分子のを酸化から保護するための機能を必要とするが、この役割はヨウ化物とペルオキシダーゼが担っていると考えられている。事実、ヨウ化物は大量に存在する海から得ることができ、食物連鎖において植物プランクトンはヨウ化物、セレン、（そしてn-3脂肪酸）の蓄積の役割を担っている 。
ヨウ化物による酸化防止剤の生化学的機構
2 I- → I2 + 2 e- = -0.54 V
2 I- + ペルオキシダーゼ + H2O2 + 2 チロシン → 2 ヨード-チロシン + H2O + 2 e- （酸化防止剤）
2 e- + H2O2 + 2 H+ (細胞内溶液中) → 2 H2O
この機構は有毒な活性酸素種から種を保護するための最も古い機構の一つだと考えられている。
2 I- + ペルオキシダーゼ  +  H2O2 + チロシン、ヒスチジン、脂質、炭素  → ヨウ素化合物 + H2O  + 2 e- （酸化防止剤）
ヨウ素化合物：ヨード-チロシン、ヨード-ヒスチジン、ヨード-脂質、ヨード-炭素